# Mecopelidnota arrowi
Mecopelidnota arrowi is een keversoort uit de familie bladsprietkevers (Scarabaeidae). De wetenschappelijke naam van de soort is voor het eerst geldig gepubliceerd in 1904 door F.Bates.